# Медзани
Медзани (словац. Medzany) — село в Словаччині, Пряшівському окрузі Пряшівського краю.
Уперше село згадується у 1248 році.

## Географія
Розташоване в північній частині східної Словаччини, у Шариській височині в долині Ториси. Протікає Патьовський потік.

## Культурні пам'ятки
У селі є римо—католицький костел з 1810 року в стилі класицизму.

## Населення
| Рік:            | 1994. | 2004. | 2014.    | 2024.    |
| --------------- | ----- | ----- | -------- | -------- |
| Кількість осіб: | 525   | 609   | 815      | 1095     |
| Різниця:        |       | +16 % | +33,82 % | +34,35 % |

| Рік:            | 2023. | 2024.   |
| --------------- | ----- | ------- |
| Кількість осіб: | 1065  | 1095    |
| Різниця:        |       | +2,81 % |

У 2016 році в селі проживало 877 осіб.